# Larrys Mabiala
Larrys Mabiala (ur. 8 października 1987 roku w Montfermeil, Francja) – piłkarz z Demokratycznej Republiki Konga grający na pozycji obrońcy w Kayserispor. Występuje z numerem 6 na koszulce.

## Kariera
Larrys swoją karierę zaczął w młodym wieku w klubie Paris Saint Germain. Tam też w listopadzie 2006 roku podpisał swój pierwszy profesjonalny kontrakt piłkarski. Od tamtego czasu zagrał tylko jeden mecz w Pucharze Ligi Francuskiej i jeden w Pucharze UEFA. Aby zahartować młodego Larrys'a i dać mu możliwość regularniej gry, trener Paris Saint Germain, wypożyczył go 31 sierpnia 2007 roku do angielskiego klubu Plymouth Argyle F.C. występujące go w Football League Championship - bezpośrednim zapleczu Premier League, czyli najwyższej piłkarskiej ligi w Anglii. Tam jednak Mabiala doznał poważnej kontuzji kolana, która uniemożliwiła mu grę w Plymouth Argyle i jednocześnie zmusiła jego nowego trenera Paula Sturrocka, by ten odesłał go do Paris Saint Germain. Od 2009 roku do 2012 roku Mabiala grał w OGC Nice. W latach 2012–2015 był zawodnikiem Karabüksporu. W 2015 przeszedł do Kayserisporu.
| Sezon   | Klub                | Kraj    | Rozgrywki    | Mecze | Bramki | Rozgrywki Europy | Mecze | Bramki |
| ------- | ------------------- | ------- | ------------ | ----- | ------ | ---------------- | ----- | ------ |
| 2006/07 | Paris Saint Germain | Francja | Ligue 1      | 0     | 0      | -                | -     | -      |
| 2007/08 | Paris Saint Germain | Francja | Ligue 1      | 1     | 0      | -                | -     | -      |
| 2007/08 | OGC Nice (wyp.)     | Anglia  | Championship | 0     | 0      | -                | -     | -      |
| 2008/09 | Paris Saint Germain | Francja | Ligue 1      | 2     | 1      | -                | -     | -      |
| 2009/10 | OGC Nice            | Francja | Ligue 1      | 19    | 0      | -                | -     | -      |
| 2010/11 | OGC Nice            | Francja | Ligue 1      | 9     | 0      | -                | -     | -      |
| 2011/12 | OGC Nice            | Francja | Ligue 1      | 8     | 0      | -                | -     | -      |
| 2011/12 | Karabükspor         | Turcja  | Süper Lig    | 14    | 2      | -                | -     | -      |
| 2012/13 | Karabükspor         | Turcja  | Süper Lig    | 29    | 0      | -                | -     | -      |
| 2013/14 | Karabükspor         | Turcja  | Süper Lig    | 30    | 1      | -                | -     | -      |
| 2014/15 | Karabükspor         | Turcja  | Süper Lig    | 31    | 0      | -                | -     | -      |

Stan na: 6 czerwca 2015 r.

## Kariera reprezentacja
Larrys w reprezentacji Demokratycznej Republiki Konga zadebiutował 26 marca 2008 roku w zremisowanym meczu z Algierią (1:1) w Nanterre, Francja. Obecnie Mabiala na swoim koncie ma 8 meczów i zero strzelonym bramek.